# Henry Inman
Henry (George) Inman (ur. 2 listopada 1886, zm. 12 marca 1967) – brytyjski zapaśnik walczący w stylu wolnym. Olimpijczyk z Antwerpii 1920, gdzie zajął piąte miejsce w wadze piórkowej.

## Letnie Igrzyska Olimpijskie 1920
| Konkurencja      | Rundy eliminacyjne | Rundy eliminacyjne       | Klas. końcowa |
| Konkurencja      | 1/8                | 1/4                      | Miejsce       |
| ---------------- | ------------------ | ------------------------ | ------------- |
| 60 kg styl wolny | Wolny los Z        | Dinkkarao Shinde (IND) P | 5.            |